# Heart Beat Rock
Heart Beat Rock (Fuerte Latido del Corazón/Late Late Corazón) es una canción de género pop y dance, interpretado por la cantante australiana Kylie Minogue para su álbum de estudio, X.

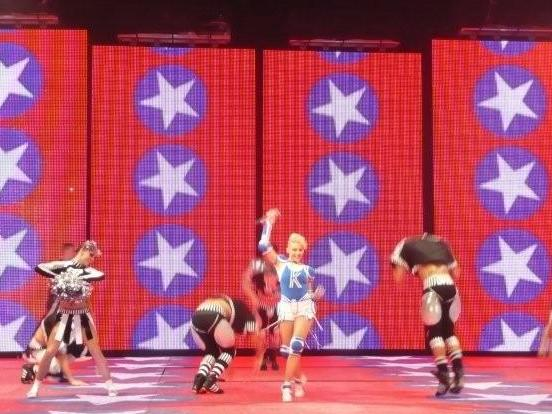
Minogue cantando “Heart Beat Rock” en su gira promocional KylieX2008.